# متلازمة المواء
متلازمة المواء أو كري دو شا (بالفرنسية: Cri Du Chat) - هي مجموعة أعراض تنتج من فقدان قطعة من الصبغي الخامس. اسم المتلازمة مستند على بكاء الرضيع، حيث يكون عالي النبرة قريبا من مواء القطّة. شخّص هذه المتلازمة الطبيب الفرنسي جيروم لوجون Jerome Lejeune عام 1963 وقام بتسميتها Cri du Chat Syndrome أي متلازمة مواء القطة.

## سبب متلازمة المواء
متلازمة مواء القطط “Cri du chat” مرضٌ وراثي، يحدث نتيجة لنقص أو قطع أو حذف من طرف الصبغي القصير من الزوج الجسمي الخامس “Chromosome 5 Pair”.
معدل الإصابة بهذا المرض إصابة واحدة من كل 50,000 حالة ولادة، وهذه المتلازمة تصيب الإناث أكثر من الذكور وفي 80% من الحالات يكون مصدر الصبغي المعيوب هو الأب. يولد حوالي 50 إلى 60 طفلا مصابا بهذه المتلازمة كل سنة في الولايات المتحدة الأمريكية.

## تشخيص المتلازمة
أثناء الطفولة المبكرة يمكن تشخيص هذه المتلازمة من خلال أعراضها كصوت بكاء الطفل الشبيه بمواء القطط أما التشخيص الجازم فيكون باختبار الصبغيّات من خلال تحليل الدم، وفي بعض الحالات التي يكون فيها الحذف صغيراً جداً يُجرى اختبار التفلور في موضع التهجين الأصلي بدلاً من فحص الدم.

## أعراض متلازمة المواء
تختلف أعراض هذه المتلازمة من مصاب لآخر حسب درجة الحذف، عند الولادة يكون وزن الطفل منخفضاً ويعاني لاحقاً تأخراً في النمو ومشاكل جمة في التغذية لصعوبة عمليات المضغ والبلع ونقص حاد في مقوية الـ “Hypotonia”، ومن أشهر أعراض هذه المتلازمة:
1. صوت بكاء الطفل الحاد والعالي في شهوره الأولى المشابه لصوت مواء القطط وهو الصوت الذي استمدت منه هذه المتلازمة اسمها، وسبب هذا الصوت صغر ورخاوة والتطور الحاد في بنية الحنجرة، هذا الصوت يتلاشى تدريجياً مع مرور الوقت، وفي بعض الأحيان يفقد المصابون بهذه المتلازمة (بمعدل الثلث) القدرة على البكاء بعد سنتين أو أكثر.

- أعراض أخرى:

1. قصر في القامة والرقبة.
2. صغر في حجم الرأس.
3. استدارة الوجه وامتلاء الخدود.
4. التباعد الحجاجي.
5. انخفاض موضع الأذن وبروزهما.
6. تباعد العيون عن بعضها البعض مع وجود طية علاية الموق.
7. وجود شق جفني.
8. ارتفاع سقف الحلق.
9. تشوّهات في القلب (كثقب الحاجز بين البطينين، ثقب الحاجز بين الأذينين، القناة الشريانية المفتوحة, رباعية فالو ….).
10. تشوّه في الرحم للإناث.
11. تشوّه الكليتين فتبدوان كحذوة الحصان.
12. انحناءات في العمود الفقري .
13. عدم التناغم والتناسق في توضُّع الأسنان.
14. طريقة مشي مميزة للمصابين (تشبه المشية العسكريّة).[3]
15. شذوذ مرتسم الكف ووجود خط راحة اليد العرضي المنفرد أو ما يسمى بخط سيمين في الكف ([صورة|], بصمات الأصابع غير طبيعيّة.
16. صعوبة التواء الأصابع الصغيرة.
17. ارتفاق (أو التحام) الأصابع.
18. تشوّهات تصيب القدم فتبدو كقدم الحصان.
19. تخلّف عقلي متوسط أو شديد.[3]

## احتمالات الوفاة
نسبة الوفيات عند المواليد الجدد المصابين بهذه المتلازمة مرتفعة وتصل إلى حدود 6-8% بسبب التهابات الرئة واضطراب عمل القلب واضطرابات التنفس.

## وصلات خارجية
- مواء القطط (موقع أطفال الخليج ذوي الاحتياجات الخاصة)
- بكاء (مواء) القط - (موقع الطبي)
- د. طلعت الوزنة - متلازمة مواء القطط (منتدى ليلاس)
- انظر المراجع (الفقرة التالية).

## اقرأ أيضا
- إنزيم التيلوميراز العكسي